# Thiodina puerpera
Thiodina puerpera is een springspin die voorkomt in het oosten van de Verenigde Staten. Ze komen voornamelijk voor in met gras begroeide gebieden. Vrouwtjes worden 7-11 mm groot, mannetjes 5 tot 7 mm.